# فابيان ستانغ
فابيان ستانغ هو محامي وسياسي نرويجي، ولد في 19 أغسطس 1955 في أوسلو في النرويج. نشط حزبياً في حزب المحافظين. وقد انتخب وزير دولة ‏ Ministry of Justice and Public Security ‏ (26 أكتوبر 2016 – 17 يناير 2018) وانتخب عمدة أوسلو ‏ (17 أكتوبر 2007 – 21 أكتوبر 2015).

## وصلات خارجية
- فابيان ستانغ على موقع IMDb (الإنجليزية)
- فابيان ستانغ على موقع قاعدة بيانات الفيلم (الإنجليزية)